# Aristolochia glossa
Aristolochia glossa är en piprankeväxtart som beskrevs av H. W. Pfeifer. Aristolochia glossa ingår i släktet piprankor, och familjen piprankeväxter. Inga underarter finns listade i Catalogue of Life.